# Max Ralph-Ostermann
Max Ralph-Ostermann, auch Max Ralf-Ostermann, eigentlich Max Albert Ralf Ostermann, (* 1. August 1881 in Wiesbaden, Deutsches Reich; † 27. Juni 1934 in Berlin) war ein deutscher Schauspieler bei Bühne und Film.

## Leben und Wirken
Ostermann ist seit 1905, als er am Stuttgarter Residenz-Theater engagiert gewesen war, als festangestellter Schauspieler unter dem Namen Max Ralf Ostermann (also ohne Bindestrich) nachzuweisen. Schon im darauf folgenden Jahr fand er sich in Wien ein, um einer Verpflichtung an das Kleine Schauspielhaus nachzukommen. Ostermann blieb der österreichischen Hauptstadt mehrere Jahre lang treu und trat an den Spielstätten Neue Wiener Bühne und der dortigen Residenzbühne, wo er an der Seite nachmaliger Filmgrößen wie Ellen Richter, Rudolf Forster und Robert Land wirkte, auf. Seit dem Vorabend des Ersten Weltkriegs ist er als festes Mitglied eines Ensembles nicht mehr feststellbar.
Beim Film seit seiner Wiener Zeit aktiv, verkörperte Ralph-Ostermann in rund zwanzig Jahren vor der Kamera eine Fülle von Nebenrollen. Er spielte unter anderem Polizeichefs, einen Minister, einen Gouverneur, einen Rechtsanwalt und weitere Chargenpartien. Zuletzt besaßen seine Rollen kaum mehr als Sekundenkürze. Ralph-Ostermann starb gut zwei Monate nach Ende der Dreharbeiten zu seinem letzten Film, der erst im Jahr nach seinem Tod in den Kinos anlief.

## Filmografie
- 1913: Das Geheimnis der Lüfte
- 1914: Ein Schritt vom Weg
- 1917: Der Verschwender
- 1920: Die Dame mit den Sonnenblumen
- 1920: Die Sterne von Damaskus
- 1921: Cherchez la femme
- 1922: Homo sum
- 1922: Das Geld auf der Straße
- 1923: Wien, die Stadt der Lieder
- 1926: Was ist los im Zirkus Beely?
- 1927: Der Orlow
- 1927: Zwei unterm Himmelszelt
- 1928: Liebe und Diebe
- 1929: Aus dem Tagebuch eines Junggesellen
- 1929: Liebeswalzer
- 1930: Die große Sehnsucht
- 1930: Leutnant warst du einst bei den Husaren
- 1931: Die Försterchristl
- 1931: Berlin – Alexanderplatz
- 1931: Lügen auf Rügen
- 1932: Tod über Shanghai
- 1932: Wenn die Liebe Mode macht
- 1933: Heimkehr ins Glück
- 1933: Walzerkrieg
- 1934: Ein Walzer für dich
- 1934: Nur nicht weich werden, Susanne!